# Rosa de papel
Rosa de papel è un album della cantante Marisa Sannia pubblicato nel 2008 dalla Felmay. L'album, uscito postumo a pochi mesi dalla morte dell'artista, è composto da dodici poemi di Federico García Lorca messi in musica dalla cantante stessa.

## Tracce
1. Laberintos y espejos (Federico García Lorca, Marisa Sannia)
2. Rosa de papel (F. Garcia Lorca, M. Sannia)
3. He cerrado mi balcon (F. Garcia Lorca, M. Sannia)
4. El abanico (F. Garcia Lorca, M. Sannia)
5. El nino mudo (F. Garcia Lorca, M. Sannia)
6. Agiula de los ninos (F. Garcia Lorca, M. Sannia)
7. Verlaine (F. Garcia Lorca, M. Sannia)
8. Cancion china en Europa (F. Garcia Lorca, M. Sannia)
9. La cancion de la mariposa (F. Garcia Lorca, M. Sannia, A. Prada)
10. Pequeno vals vienés (F. Garcia Lorca, Leonard Cohen)
11. Duerme (F. Garcia Lorca, M. Sannia)
12. Ciudad (F. Garcia Lorca, M. Sannia)